# 田淵正浩
田淵 正浩（たぶち まさひろ、1967年3月13日 - ）は、日本のセクシー男優、チンフルエンサー。NiceAdultプロジェクト主宰。アパレルデザイナー。元秘密結社ヤリトラ団総帥。元日本AV男優協会会長。作品によって「田渕正浩」と表記される場合があるが、正しくは「田淵正浩」である。アダルトビデオだけでなく一般作品にも出演している。一般作品出演時の芸名として「小林政宏」を使用していた時期がある。

## 人物・エピソード
- 香川県木田郡出身。高松第一高等学校を経て[2]、横浜商科大学商学部貿易・観光学科除籍[3]。

- 1990年1月、大学3年生の時、工事現場のアルバイトの先輩に誘われて[4]、AV男優デビューをした[5]。
- 2022年時点で15,000本以上のアダルトビデオに出演し、共演女優は10,000人以上である。

- 長いキャリアの中で、桜樹ルイのフェラチオがトップと述べている[6]。

- 大のAV好きで知られる吉本興業のお笑い芸人のニブンノゴの宮地謙典のネット連載のインタビューで、昔と今の「気になる女優」について聞かれ、樹まり子と美里真理、観月マリ、最多共演の西野翔、高橋しょう子、桜もこを挙げた[7]。

- 20代後半から体調の不良を感じるようになり、現役男優を続けながら鍼灸院での修行と独自での勉強で健康体を手に入れ、AV業界屈指の健康マニアと言われている[8]。近年では、性と健康に関するセミナーを多数開催。主なセミナーに「性幸の哲学田淵塾2020 in 横浜」があり、2020年7月より毎月開催。

- 健康指導士の肩書を持つ[9]。
- 2020年4月よりNiceAdultの名にて公式YouTubeを開始し、グルメドラマ『孤独のボッキメシ』を精力的に配信している。
- 2022年5月よりNiceAdultの名にて公式Instagramを開始し、毎日配信を行っている。
- 2024年2月17日、東京・duo MUSIC EXCHANGEで行われた「FALENO FES」に出演[10]。

## 出演

### テレビバラエティ
- 人気AV男優が生で教えるSEX寺子屋 （パラダイステレビ、2015年8月20日放送）
- じっくり聞いタロウ〜スター近況（秘）報告〜 （テレビ東京、2019年12月13日放送）[11]
- 有吉クイズ（テレビ朝日、2021年11月8日 放送 ）ゲスト

### テレビドラマ
- マグマイザー（BSスカパー!、2017年5月10日 ‐ 6月7日）‐ 田淵正浩 役[12]

### 映画
- 「屋根裏の散歩者」（1994年・実相寺昭雄監督・三上博史主演）
- 「駅弁」（1999年・梶俊吾監督・梶俊吾、白鳥さき主演）
- 「セックスの向こう側～AV男優という生き方」（2013年、マクザム）[13]

### CM
- オナホール用ローションG-greed pro（2015年、JEX）

### ネット配信
- 男優と男優　田淵正浩  （GIRL'S CH、前編：2014年6月4日公開、後編：2014年6月11日公開）
- 氏神!田淵!あいぱんの!これしかナイト (仮) （2019年11月21日 - 、YouTube/CruseGroup【公式】チャンネル）‐ MC[14]
- 孤独のボッキメシ（2020年4月16日 ‐ 、YouTube・NiceAdult）‐ 田淵正浩 役[15]

### 主な出演AV
あ行
- 愛里るい
- 蒼井そら
  - 魔女の棲み家Ⅳ
  - 女教師×女子校生淫乱痴女の女教師とカワイイ癒しの女子校生（2004年12月11日、S1 NO.1 STYLE）
  - ギリギリモザイク エッチな隣人 蒼井そら（2005年11月19日、S1 NO.1 STYLE）
  - ギリギリモザイク 新米ナースそらのパコパコ看護（2006年2月19日、S1 NO.1 STYLE）
  - ギリギリモザイク バコバコ乱交15（2006年9月19日、S1 NO.1 STYLE）阿川陽志など
- あおいれな
- 青山はな
- 麻美ゆま
  - 激情ハードコア（2005年11月25日、アリスJAPAN）
- 彩名杏子
- 有岡みう 私、実は夫の上司に犯●れ続けてます…（2022年9月20日、溜池ゴロー）
- 安斎らら(RION、宇都宮、ふくむ)
  - 無理矢理12発パイズリ射精させられ集団レ●プされたJcup女教師 RION（2016年10月19日 S1（エスワン））
  - 汗だく汁だくRIONの本気汁ダラダラ熱気ムンムン灼熱性交（2016年9月19日 S1（エスワン）イタリアン高橋、森林原人、南佳也）
- 上原亜衣
- 桜花えり
- 小川あさ美
  - 夫の目の前で犯されて～ターゲット～（2010年8月7日、アタッカーズ）
- 小澤マリア

か行
- 楓ふうあ
- かすみ果穂
- かすみりさ
  - NO.1STYLE×ギリモザ 必殺!一撃顔射!（2009年12月7日、エスワン）
  - 美しき潜入捜査官集団レイプ輪姦（2013年6月13日、MOODYZ）共演：椎名ゆな、さとう遥希
- 希崎ジェシカ
- 希志あいの
- 北川瞳
  - 乳嫁 北川瞳 -卑猥な乳揉み花嫁修業-（2011年7月7日、マドンナ）
  - 巨乳女子校生のエッチな妄想アソビ（2011年9月23日、宇宙企画）
- きみの歩美
- 久世このは
  - ウルルンお嬢様（1999年12月21日、メディアステーション 共演・沢木和也）
- 古川いおり
  - 田淵式 秘技伝授 ～道具や体力に頼らずに女性を喜ばせることができる性儀～（2016年11月10日、SODクリエイト）共演女優：大槻ひびき
- 小泉ひなた
  - 陵辱研修5 女子大生調教インターンシップ（2020年3月7日、アタッカーズ）
- 恋渕ももな
  - 100万人に1人の奇跡のMカップボディを徹底的に堪能する超接写圧倒的アングル3SEX 恋渕ももな SODstar（2022年5月26日、SODクリエイト 共演えりぐち）
  - Mカップの愛人の虜になって、ハメまくる温泉不倫旅行（配信開始日：2022年12月20日、SODクリエイト）
- 小湊よつ葉
  - 【特典映像付き】小湊よつ葉 初イキ 絶頂 4本番（配信開始日：2022年9月20日 SODクリエイト 共演しみけん、森林原人 、鮫島）
- 小宵こなん
  - 媚ヤク小宵こなんと9人の男たち（2023年9月26日、S1）

さ行
- 紗倉まな
  - 「僕は、妻がレ×プされている所が見たい。」旦那が仕込んだ絶倫マッサージ師に強●的にイカされ犯●れる姿を盗撮された美人妻（2023年5月11日 SODクリエイト）
- 坂井なるは
  - 「2回目の撮影…私もっとエッチになれるかな？」―生まれ変わった上京美少女― 坂井なるはの快感 ぜ～んぶ初・体・験 人生初イキ3本番（2022年5月10日 S1 NO.1 STYLE 共演ウルフ田中、貞松大輔、野島誠）
- 佐野ゆま
  - 大嫌いな上司に深夜オフィスで残業を命じられて… 粘着おっぱいハラスメントで巨乳社員を乳イキ開発（2023年6月20日、OPPAI)
- 佐山愛
  - 息子の巨乳妻を確実に孕ませたい（2016年10月25日、OPPAI）
- 沢口あすか
- 椎名舞
  - 愛しのエンジェルパイ（1998年6月26日、アリスJAPAN）
- 篠田ゆう
- しほり
  - 女装美少年71（2023年6月27日、美少年出版社　ニューハーフもの）
- JULIA
  - 「あれが媚薬だったなんて…」 義父と私は感度100倍。夫の不在中に貪るように何度も濃厚中出しセックスを…。（2022年1月18日）
- 庄司みゆき
  - 裸胸のBIN生
- 白花のん
  - あざとフェラチオがーる！ALL顔射10発 4コスプレ 白花のん（20）現役JD法学部（配信開始日：2022年10月25日 SODクリエイト 野島誠共演）
- 神宮寺ナオ
  - 夫不在の5日間、初夜まで禁欲を命じられた私は性豪義父に身も心も調教されてしまった―。 望まない政略結婚、義父の狙いはワタシでした…。（2022年11月22日、マドンナ）

た行
- 高橋しょう子
  - グラビア究極メイド濃厚ご奉仕サービス（2016年12月9日、MOODYZ）
- 西野翔
  - 夫の目の前で犯されて -西野翔 義弟の欲望（2010年4月7日、アタッカーズ）
  - 1泊2日の温泉不倫旅行（2011年1月1日、MOODYZ）

な行
- 夏目ナナ
  - 淫乱病棟 ナース編 女医編 夏目ナナ（SODクリエイト、2004年10月07日 共演・森山龍二、森林原人）
- 新村あかり
  - 「あなた、ごめんなさい…。」妊娠危険日にムリヤリ義父に種付け中出しされています…（2022年4月8日、人妻花園劇場）
- 野宮さとみ
  - 黒パンスト女子校生の甘～い誘惑（鳴沢賢一(ゴロー)）

は行
- 波多野結衣
- 初音みのり
- 花柳杏奈
  - 妻の連れ子は俺好みのオンナでした。（2022年10月4日、アタッカーズ）
  - 義父に10秒だけの約束で挿入を許したら…相性抜群過ぎて絶頂してしまった私。（2022年12月6日、アタッカーズ）
- 浜崎りお

ま行
- ましろ杏
- 真木今日子
  - 真木とは一般作品の「white nights #2.」でも共演している。
- 松岡すず
- 欲望ナイトクルーズ 1vs1密会セックス3本番 松岡すず（2022年10月28日、甘美）
- 松岡ちな
  - 本気汁をじっくり味わう中年男の変態セックスに溺れる（2016年2月6日、SODクリエイト）
- 松本メイ
  - 秘密女捜査官 松本メイ（2014年1月19日、アイデアポケット）
- 美谷朱里（美谷朱音）
  - 杭打ちピストン騎乗位で白く泡立っ愛液まみれチ〇ポをフェラしては再びマ〇コに（アリスJAPAN、2018年9月13日）
- みひろ
- 美雪ありす
  - ありす先生の誘惑授業（2013年1月1日、アイデアポケット）
- 美輪はるな
  - 無毛ハイスクール（1999年12月5日、ソフト・オン・デマンド）

や行
- 山岸あや花（山岸逢花）
  - 逆らえないほどの快感に飲まれても…-夫のために大嫌いな上司の媚薬キメセクに耐え続けた人妻OL-（2022年3月15日、プレミアム、冴山トシキ）
  - お義父さん、そんなに強く抱かれたら… 若妻が絶倫義父との中出しセックスに溺れた日々。（2023年7月18日、プレミアム）
- 夢乃あいか
  - 夢乃あいか、イキます。（2013年7月7日、エスワン）
  - 愛する夫のために人妻が風俗に陥った理由 ～私、あなたが好きだから見知らぬ男に抱かれます…（2021年3月19日、エスワン 梅田吉雄）
  - あんなに嫌がっていた妻が町内会キャンプにどハマりした中年オヤジとの衝撃的なネトラレ輪●映像
- 横山美雪
  - 別顔キャビンアテンダント（2014年11月16日、マキシング）
- 吉川あいみ
  - 巨乳性感フルコース（2013年6月20日、SODクリエイト）
  - 秘密捜査官の女 立ち向かう童顔エージェント（2014年9月19日、エスワン）
- 吉沢明歩

ら行
- Rio
  - Rio先生の誘惑授業（2009年7月1日、アイデアポケット）
  - 狙われたOL…ストーカー痴漢（2012年9月1日、アイデアポケット）
- リリー・ハート
  - 学生時代のセクハラ教師とデリヘルで偶然の再会―。その日から言いなり性処理ペットにさせられて…。（2022年7月12日、マドンナ）
- 瑠川リナ
  - 犯された女子校生 ストーカー男子生徒の罠（2012年9月19日、エスワン）
- 唯川純
  - スレスレ モザイク 痴漢 アイドル襲撃 2（2005年11月04日、アイエナジー）

素人モノ
（メーカー）
- サディスティックヴィレッジ
  - 下着モデルに挑戦している巨乳JDの背後からノンストップ乳首責め 敏感なおっぱいの先っちょをしつこく攻められ腰をクネらせ人生初のビーチク失禁イキ潮!! 発情オマ○コを激ピスされたら中出しもすんなりOKしちゃう!?2（2022年5月12日 共演ピエール剣、ウルフ田中）

## 歌手デビュー
- 西中島きなこプロデュースCD「菩提樹」をオンラインショップ限定でリリース。（音楽ナタリー）

## 著書
- 男ノ作法 秘技伝授 人生と肉体を変革させる性交法則（2016年11月26日、徳間書店） 二村ヒトシとの共著
- おとな48手 心と体にやさしいメソッド（2019年10月26日、アスコム）
- レジェンド男優の食事術（2021年1月19日、秀和システム）

## 著作映像
- 孤独のボッキメシ（season1～season9）
- 田淵式 秘技伝授 ～道具や体力に頼らずに女性を喜ばせることができる性儀～（2016年11月10日、SODクリエイト）
- 田淵正浩の早漏改善ブートキャンプ

## プロデュース
- サプリメント「ベースタイガー」(2019年11月02日　Beans)
- サプリメント「タイガーハニー」(2020年9月25日　Beans)

## 受賞歴
- 2016年AV OPEN〜あなたが決める!セルアダルトビデオ日本一決定戦〜男優賞